# Zwarte Zee (schip, 1933)
De Zwarte Zee uit 1933 was de derde sleepboot van L. Smit & Co's Internationale Sleepdienst met die naam. Het was de eerste sleepboot van Smit met dieselmotoren. De sleepboten daarvoor werden voortgestuwd met stoommachines.

## Geschiedenis
In 1933 werd de tweede Zwarte Zee naar Duitsland verkocht. De opvolger van deze stoomsleper was niet alleen jaren het vlaggenschip van de maatschappij, maar ook de sterkste zeesleper ter wereld tot de Clyde in 1957 in de vaart kwam. Het schip was ontworpen om met de Seefalke, voorzien van 4200pk dieselmotoren, van de Duitse maatschappij Bugsier te concurreren. Om snel schepen in nood te kunnen bereiken werd de Zwarte Zee ontworpen met de voor een sleper hoge snelheid van ruim 17 knopen. Het schip kostte 600 000 gulden, een voor die tijd groot bedrag en vanwege de crisistijd gedeeltelijk een gok. De Zwarte Zee werd gebouwd door L. Smit & Zoon's Scheeps- en Werktuigbouw NV in Kinderdijk. Op 2 juni 1933 had de tewaterlating plaats en de officiële proefvaart werd gehouden op 3 oktober 1933 waarbij prinses Juliana aan boord was.

### Tweede Wereldoorlog
Toen de Tweede Wereldoorlog uitbrak op 10 mei 1940 werd de Zwarte Zee gevorderd door de Koninklijke Marine en sleepte deze de nog niet afgebouwde torpedobootjager Hr. Ms. Isaac Sweers van Vlissingen naar The Downs in Engeland. Op 20 augustus 1940 werd de Zwarte Zee geraakt tijdens een bombardement op Falmouth en kapseisde. Het schip werd gelicht en naar een droogdok gesleept waar het gerepareerd werd. Tijdens het lichten raakte matroos J. van der Zee verstrikt in een staaldraad en kwam daardoor om het leven. Vanaf februari 1941 deed de Zwarte Zee dienst bij de Rescue Tug Section van de Britse admiraliteit als W 163. Tijdens de oorlog kwam de sleepboot regelmatig in Amerikaanse havens. De Amerikanen baseerden hun V4-M-A1-sleepboot op de Zwarte Zee. Deze sleepboten kwamen alle in beheer bij Moran Towing and Transportation Corporation die daarmee na de oorlog probeerde de Nederlandse hegemonie in de zeesleepvaart te doorbreken.

### Na de oorlog
In 1945 kwam de Zwarte Zee weer terug bij Smit. In 1948 werd het schip gedeeltelijk omgebouwd, waarbij het achterschip werd aangepast. Op 31 december 1951 werd het schip tijdens een aanvaring met het Deense schip Bjørn Clausen zwaar beschadigd en moest het naar Saint-Nazaire gesleept worden. Op 11 januari arriveerde de Zwarte Zee in Rotterdam waar het werd hersteld. In 1961 werd het schip omgedoopt in Zwarte Zee III, aangezien de nieuwe Zwarte Zee in de vaart kwam. In het voorjaar van 1962 werd het schip wederom omgedoopt, nu in Ierse Zee. Op 27 oktober 1966 werd het schip door de Kinderdijk en de Kijkduin in span gesleept naar N. V. Frank Rijsdijk’s Industriële Ondernemingen in Hendrik-Ido-Ambacht om gesloopt te worden. Bij deze "uitvaart" werd heel langzaam over de Nieuwe Maas door de Rotterdamse haven gevaren, waardoor veel mensen langs de oever afscheid van het schip konden nemen.

## Teun Vet
Aan de Zwarte Zee is onverbrekelijk de naam van wijlen kapitein Teun Vet verbonden. Hij was de gezagvoerder die vanaf de indienststelling van de Zwarte Zee tot 1957 vrijwel doorlopend het commando over de sleepboot heeft gevoerd. Hij kreeg het Bronzen Kruis met eervolle vermelding, later ingetrokken en vervangen door de Bronzen Leeuw. Van de Britse regering kreeg hij een Commendation.